# Мойя, Брайан
Бра́йан Хо́суэ Вела́скес Мо́йя (исп. Brayan Josué Velásquez Moya; род. 19 октября 1993, Тегусигальпа) — гондурасский футболист, полузащитник клуба «Реал Эспанья» и сборной Гондураса.

## Карьера

### Клубная карьера
Мойя начинал карьеру в клубе «Вида», за который дебютировал в Лиге Насьональ 23 августа 2015 года в матче против клуба «Виктория»; матч закончился со счётом 1:0 в пользу «Виктории». 20 сентября 2015 года в матче с клубом «Гондурас Прогресо» забил первый гол в карьере; матч закончился победой «Виды» со счётом 2:1.
22 декабря 2016 года Мойя перешёл в «Олимпию», с которой подписал двухлетний контракт. В составе этой команды Мойя отыграл два сезона и выиграл Лигу КОНКАКАФ 2017 года.
7 января 2019 года уехал в Венесуэлу, где подписал контракт с клубом «Сулия». В составе «Сулии» Мойя отыграл полтора сезона, сыграв в чемпионате 31 матч и забил 13 голов.
15 июля 2020 года Мойя уехал в Анголу, где подписал контракт с клубом «Примейру ди Агошту». За эту команду Мойя играл полтора года, пока 9 ноября 2021 года «Примейру ди Агошту» не расторг с ним контракт из-за юридических формальностей, связанных с клубом «Сулия».
14 января 2022 года вернулся в «Олимпию», с которой подписал контракт. В составе «Олимпии» Мойя отыграл полтора сезона, выиграв три чемпионских титула и Лигу КОНКАКАФ 2022 года.
15 января 2024 года Мойя перешёл в клуб «Реал Эспанья» на правах аренды, заключив соглашение с клубом на один год.

### Карьера в сборной
Мойя дебютировал за сборную Гондураса в товарищеском матче со сборную Пуэрто-Рико, в котором забил гол; матч закончился победой Гондураса со счётом 4:0.
Летом 2021 года в составе олимпийской сборной Гондураса Мойя принял участие в олимпийском футбольном турнире, где сыграл в матче со сборной Республики Корея; матч завершился поражением Гондураса со счётом 6:0.

## Достижения
«Олимпия (Тегусигальпа)»
- Чемпион Гондураса (3) : Апертура 2022, Клаусура 2023, Апертура 2023
- Победитель Лиги КОНКАКАФ (2): 2017, 2022